# Adiantum breviserratum
Adiantum breviserratum är en kantbräkenväxtart som först beskrevs av Ren-Chang Ching, och fick sitt nu gällande namn av Ren-Chang Ching och Y.X.Lin. Adiantum breviserratum ingår i släktet Adiantum och familjen Pteridaceae. Inga underarter finns listade.